# Königshofstraße

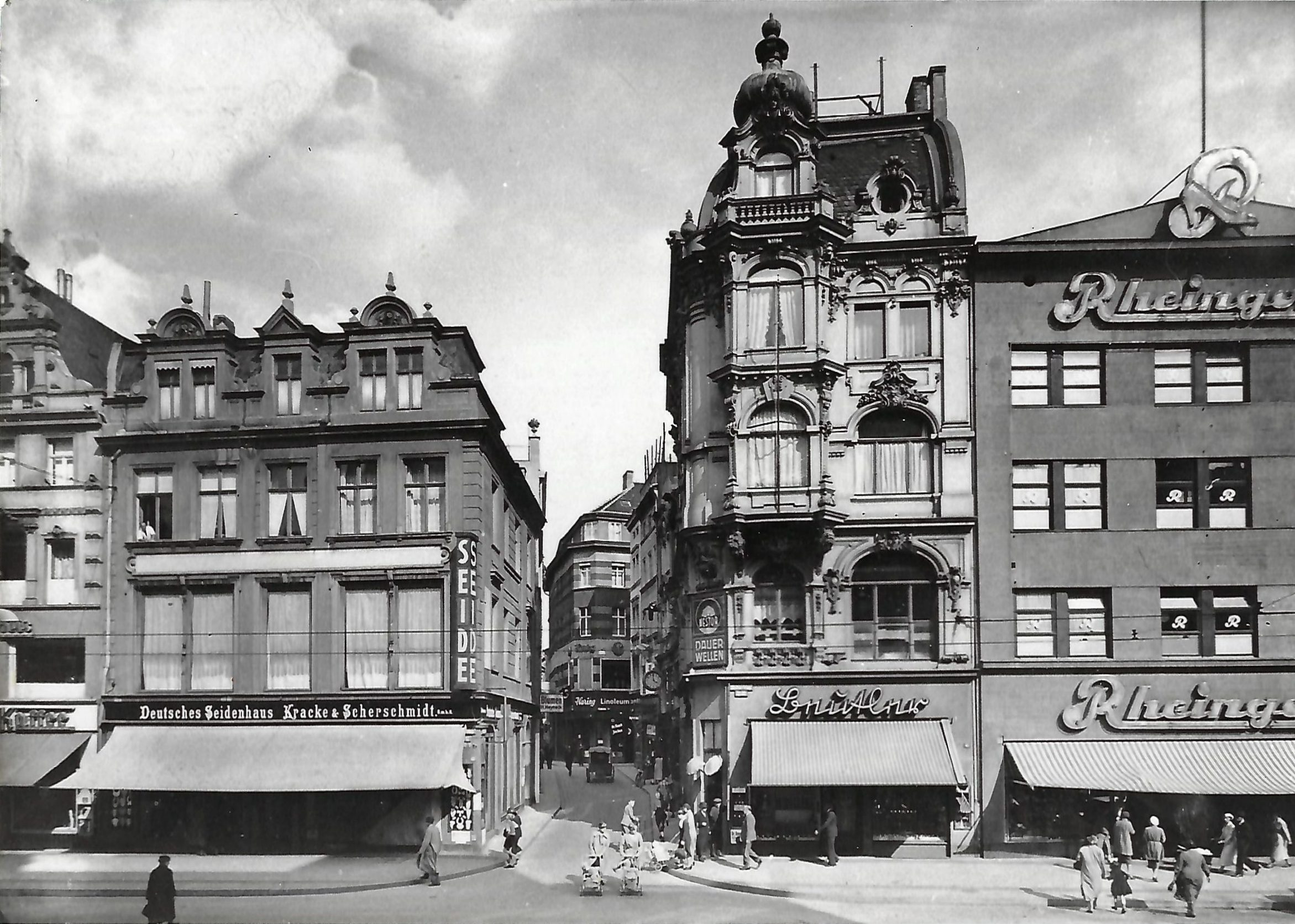
Einmündung der Königshofstraße auf den Breiten Weg, 1937

Die Königshofstraße, häufig auch einfach nur Königshof genannt, war eine Straße in Magdeburg im heutigen Sachsen-Anhalt. Nach Zerstörungen im Zweiten Weltkrieg wurde die Straße aufgegeben und überbaut.

## Lage und Verlauf
Die Straße befand sich in der Magdeburger Altstadt. Sie begann auf der Ostseite des Breiten Wegs und verlief in östliche Richtung, bis sie auf die Lödischehofstraße einmündete. Etwa in der Mitte des Straßenverlaufs mündete von Süden die Tischlerbrücke ein, während an gleicher Stelle nach Norden die Schuhbrücke und der Schwibbogen abging.
Die Hausnummerierung verlief von der Nummer 1 an der südwestlichen Ecke aufwärts entlang der Südseite. Nach der Nummer 3 mündete von Süden die Tischlerbrücke ein, nach der Nummer 5 traf der Königshof auf die Lödischehofstraße. Auf der Nordseite verlief die Nummerierung dann mit der Nummer 6 beginnend aufsteigend wieder nach Westen. Nach der Nummer 8 trafen der Schwibbogen und die Schuhbrücke auf den Königshof. Nach der Nummer 10 mündete der Königshof auf den Breiten Weg.
Heute befindet sich an dieser Stelle die nordwestliche Ecke des Allee-Centers. Der Bereich des Königshofs zieht sich von dort entlang der Ernst-Reuter-Allee, die Allee querend, nach Osten.

## Geschichte
Im Mittelalter befand sich in diesem Bereich der Hof der Ratsfamilie König, woraus sich der ungewöhnliche Straßenname ergab. Aus der Familie stammten Bürgermeister, Schöppen und Ratsmänner. Eine genaue Zuordnung des Hofs der Familie König zu einem bestimmten Grundstück ist nicht herstellbar. Die Existenz der Familie König ist Magdeburg für die Zeit zwischen 1225 und 1409 nachgewiesen. Der Name der Straße dürfte somit schon in dieser Zeit entstanden sein, er ist jedoch in der Zeit vor 1631 nicht belegt.
Von 1631 bis in die Zeit um 1730 hieß der westlichste Teil der Straße, zwischen Breitem Weg und Schwibbogen, Königshof. Außerdem wurde auch der Schwibbogen mit zum Königshof gezählt, so dass dieser in einem Bogen vom Breiten Weg nach Nordosten zum Alten Markt verlief. Der schmale und kurze östliche Teil, zwischen Tischlerbrücke und Lödischehofstraße, wurde in dieser Zeit als Hinter oder Bei der Eule bezeichnet. Dieser Name nahm Bezug auf das Eckhaus Zur Eule (Lödischehofstraße 22). Ende des 17. Jahrhunderts war für den Ostteil auch der Name Roßgäßchen, auch Rosengäßlein oder Rosmarienstraße gebräuchlich. Diese Bezeichnung ging auf eine hier befindliche Roßmühle zurück. In dieser Zeit war für den übrigen Teil der Straße gelegentlich auch der Name Königsstraße in Verwendung. Zwischen 1700 und 1750 war die Nutzung der Straßennamen uneinheitlich. Ab 1712 war der Name Schwibbogen für den nordöstlichen Zweig bereits gebräuchlich, während ab 1717 auch der östliche Teil nun als Königshof bezeichnet wurde. Ab 1750 wurde dann einheitlich für den nordöstlichen Teil Schwibbogen und für den gesamten West-Ost-Verlauf der Name Königshof genutzt. Vermutlich wurde es als unpassend empfunden, das für die Straße inklusive des Abzweigs nach Norden ein einheitlicher Straßenname bestand, während für den geraden Verlauf nach Osten zwei Namen genutzt wurden.
Während des Zweiten Weltkriegs wurde der Bereich stark zerstört. In der Zeit der DDR wurde die Straße nicht wieder aufgebaut, sondern blieb als Teil des Zentralen Platzes unbebaut. 1997/1998 entstand das Einkaufszentrum Allee-Center.

## Historische Häuser der Königshofstraße
| Hausnummer | Name                          | Bemerkungen | Bild                        |
| ---------- | ----------------------------- | --- | --------------------------- |
| 1          |                               | Im Jahr 1640 gehörte das Haus dem Sattler Adolf Ehre. Von ihm erwarb es 1642 der Seiler Hans Uckermann (auch Ikermann) für 300 Taler. Uckermann wurde zuletzt 1683 erwähnt. 1705 und 1716 war Christian Gottwalt Pistorius als Eigentümer verzeichnet. |                             |
| 2          |                               | 1631 war der Klempner Urban Scheffer (auch Schäfer) Eigentümer des Hauses. Nach der Zerstörung Magdeburgs im Jahr 1631 baute er das Haus in der Zeit bis 1638 wieder auf. Zuletzt wurde er 1653 erwähnt. Es folgte der Bortenwirker Andreas Kirchhof. Seine Erben veräußerten das Haus für 300 Taler im Jahr 1673 an den Schuster Heinrich Windel. 1683 und 1712 gehörte es dem Schuster Andreas Thiemann. Noch bis 1728 war seine Witwe Eigentümerin. |                             |
| 3          |                               | Im Jahr 1631 gehörte das Haus dem Schneider Jakob Becker. Bis zum Jahr 1638 baute er das 1631 bei der Zerstörung der Stadt zerstörte Gebäude wieder auf. 1639 veräußerte es seine Witwe für 247 Taler an den Kürschner Johann Spiegel. Spiegel wurde auch noch 1673 als Eigentümer geführt. Auf ihn folgte 1681 und auch noch 1683 seine Witwe. Ihr Sohn, der Handelsmann Marx Spiegel, verkaufte es für 400 Taler im Jahr 1688 an den Kürschner Georg Ernst Ficht. Von ihm erwarb es 1720 für 1100 Taler der Handelsmann Christian Gottwalt Pistorius, der bis 1732 Eigentümer blieb. |                             |
|            | Einmündung der Tischlerbrücke | | Blick in die Tischlerbrücke |
| 4          |                               | 1631 gehörte das Haus Henning Thiele. Eine andere Angabe nennt Hans N. Thiele baute das Haus nach der Zerstörung von 1631 in der Zeit bis 1651 wieder auf. 1652 war dann seine Witwe Eigentümerin. Sie veräußerte das Haus 1680 für 240 Taler an den Schneider Konrad Tuchtfeld, der zuletzt 1683 erwähnt wurde. Im Jahr 1694 wurde der Schneider Christian Schröder als Eigentümer des Hauses geführt, 1706 dann seine Witwe. 1711 wurde dann ihr zweiter Ehemann, der Schneider Georg Moritz, für 410 Taler Eigentümer und blieb es bis 1726. |                             |
| 5a und 5   |                               | Das Grundstück war zeitweise mit zwei Gebäuden bebaut. Das als 5a geführte Haus gehörte 1631 Hans Gernreich, dem seine Witwe nachfolgte. 1648 wurde diese mit einer Bude bebaute Stelle von der Ehefrau des Klempners Dietrich Schultze für 65 Taler an den Kaufmann Klaus Lüders veräußert. Lüders nahm das Grundstück als hintere Fläche zu seinem angrenzenden Haus Tischlerbrücke 17, ließ es jedoch unbebaut. Der andere Grundstücksteil gehörte 1631 und auch noch 1648 Nikolaus Ruprecht (fälschlich auch Ruperteig). 1651 war dann Lüders, wie auch bei der 5a, Eigentümer. Sowohl 5a als auch 5 gehörten noch bis 1722 zur Tischlerbrücke 17, wobei sie 1718 als Roßmühle bezeichnet wurden. Im Jahr 1722 wurde auf dem Grundstück von Peter Josias Müller wieder ein Haus gebaut. |                             |
| 6          |                               | 1631 und 1642 war Hans Rautenkranz als Eigentümer verzeichnet. Ab 1642 gehörte das Grundstück mit zur benachbarten Lödischehofstraße 22. Auf Rautenkranz folgte seine Erbin, Barbara Krüger. Sie war mit dem Brauer Adrian Gentzsch verheiratet. Gentzsch verkaufte das Haus, sowie die Lödischehofstraße 22, für 280 Taler an den Schneider Joachim Kobbe. Kobbe trennte die Nummer 6 wieder ab und veräußerte sie 1671 für 200 Taler an Hans Heinrich Pabst. In den Jahren 1678 und 1681 gehörte das Haus dem Messerschmied Andreas Heinecke (auch Heine), 1683 dann schon seiner Witwe. Auf sie folgte die Ehefrau des Lohgerbers Martin Walter, eine geborene Germershausen. Von ihr erwarb es 1685 für 200 Taler der Schneider Andreas Holstein. Holsteins Erben verkauften es 1717 an seine Witwe für 850 Taler, die es 1718 für 880 Taler an den Schneider Peter Gericke weiterverkaufte. Gericke blieb bis 1732 Eigentümer. |                             |
| 7          |                               | Von 1619 bis 1629 war der Pantoffler Joachim Jürgens Eigentümer. Auf ihn folgte der Klempner Dietrich Schultze, der zum Teil auch als Dietrich Klemperer bezeichnet wurde. Er hatte die Witwe Jürgens geheiratet. Von den Söhnen Schultzes erwarb 1654 der Tischler Peter Weihe (auch Weidel) die Stätte für 135 Taler. Weihe verkaufte 1678 für 212 Taler an den Tischler Hermann Bode, von dessen Erben der Tischler Johann Heinrich Reinecke das Grundstück 1683 erwarb. Reinecke bebaute das Grundstück neu, war damit jedoch auch im Jahr 1702 noch nicht fertig. Zuletzt wurde er 1716 erwähnt. |                             |
| 8          |                               | Im Jahr 1631 war das Grundstück mit einem Vorder- und einem Hinterhaus bebaut, die verschiedenen Eigentümern gehörten. Ein Haus gehörte dabei 1631 dem Nadler Jobst Blume. Auf ihn folgte der Nadler Kaspar Nebershausen, der die Stätte für 22 Taler im Jahr 1651 an den Buchbinder Hermann Schürer (auch Schür) verkaufte. Schürer verkaufte dann 1653 für 40 Taler an den Beutler Christian Hils (auch Hilles) weiter. Später erwarb Schürer die Stätte jedoch zurück. Das andere Haus gehörte 1631 Hans Marburg, dessen Erben die Stätte 1653 für 60 Taler an Schürer verkauften. Zu diesem Zeitpunkt wurde der Zustand des Grundstücks so beschrieben, dass dort keine Mauern stünden, aber viel Schutt liege. Schürer bebaute das vereinte Grundstück bis 1672 neu und veräußerte das Haus in diesem Jahr für 300 Taler an den Bortenwirker Peter Lüpke. Lüpke verstarb 1678, seine Witwe im Jahr 1680. Sie vererbte das Haus an Anna Mitteldorf, wobei für 1678 und 1683 der Pantoffler Bartel Hellwig als Besitzer genannt wurde. 1702 veräußerte es der Pantoffler Andreas Hellwig für 300 Taler an den Büchsenmacher Claude Dupau. Sein Neffe, der manufacturier Jean Faucher, war 1714 und 1723 Eigentümer. |                             |
|            | Einmündung des Schwibbogens   | | Einmündung des Schwibbogens |
|            | Einmündung der Schuhbrücke    | |                             |
| 9          |                               | Zum Grundstück gehörte bis 1658 auch das angrenzende Grundstück Schuhbrücke 28. Eigentümer war 1631 der Schuster Hans Siefert, der es an die Tochter des Schusters Hans Läseke vererbte. Auf sie folgte, wohl auch durch Erbschaft Hans Reckling und dann in der Zeit bis 1652 Adam Pohlmann. Pohlmanns Witwe veräußerte die wüste Stätte für 240 Taler an den Schuster Hans Hohmann. Von ihm erwarb das mit einem neuen Haus bebaute Grundstück dann 1677 für 500 Taler der Schuster Andreas Hohmann. Im Jahr 1683 wurde der Schuster Johann Fette als Eigentümer geführt. Fettes Erben veräußerten es 1712 für 1050 Taler an den Spitzenhändler Jakob Meißner, der bis 1730 Eigentümer blieb. |                             |
| 10         |                               | In der Zeit vor 1631 gehörte das Grundstück Mathias Schulz, 1631 dann der Witwe Ulrich Ritte, die auch Eigentümerin des benachbarten Grundstücks Breiter Weg 42 war. 1657 erwarb Georg Giese die Stätte und errichtete auf dem Grundstück Königshofstraße 10 ein kleines Haus. 1694 veräußerte Giese die beiden Grundstücke an den Handelsmann Jean Destinon. Zwischen Giese und Destinon ergab sich danach ein Rechtsstreit, da Giese meinte, er habe nur den Breiten Weg 42 verkauft. Giese konnte sich vor dem Altstädter Gericht durchsetzen. Da Destinon sich weigerte die Königshofstraße 10 zu räumen, sollte eine Räumung durch eine Kommission erfolgen. Destinon wehrte die Kommission durch Steinwürfe. Letztlich blieb er tatsächlich auch Eigentümer der Nummer 10. |                             |